# Schistura zonata
 Schistura zonata és una espècie de peix de la família dels balitòrids i de l'ordre dels cipriniformes.
És un peix d'aigua dolça, demersal i de clima subtropical, de l'Índia (Assam) i Pakistan. És inofensiu per als humans.